# 1966628 (中村あゆみのアルバム)
『1966628』（いちきゅうろくろくろくにーはち）は、中村あゆみの2枚目のミニ・アルバム。2011年7月20日発売。自主レーベルより発売。
ミニ・アルバムは、1986年発売『Holly-Night』以来。
タイトル名の数字は中村の生年月日（1966年6月28日）から。アルバム・ジャケットは中村の幼少期の頃の写真が使用されている。

## 収録曲
- 編曲 鎌田ジョージ（特記以外）／作詞 中村あゆみ・吉田健美（特記以外）

1. ひと握りの勇気（4:55）
  - 作曲 中村あゆみ・鎌田ジョージ
2. BROTHER（4:06）
  - 作詞 中村あゆみ 作曲 中村あゆみ・鎌田ジョージ
  - 1990年発売シングル「BROTHER」リメイク。
3. ひまわり（5:02）
  - 作曲 中村あゆみ
  - 2011年4月27日に先行配信された楽曲。
4. グレープフルーツムーン（4:49）
  - 作詞 中村あゆみ 作曲 前田保
  - 2006年発売アルバム『Grapefruit Moon』表題曲リメイク。
5. 同じ空の下で（4:30）
  - 作曲 中村あゆみ 編曲 鎌田ジョージ・杉山圭一
  - 2011年6月29日に先行配信された楽曲。
6. 愛してるよNiPPON（5:37）
  - 作曲 中村あゆみ
  - 2011年5月19日に先行配信された楽曲。